# 26 (szám)
A 26 (római számmal: XXVI) egy természetes szám, félprím, a 2 és a 13 szorzata.

## A szám a matematikában
A tízes számrendszerbeli 26-os a kettes számrendszerben 11010 (26 = 1 · 24 + 1 · 23+ 1 · 21), a nyolcas számrendszerben 32 (26 = 3 · 81+ 2 · 80), a tizenhatos számrendszerben 1A (26 = 1 · 161 + 10 · 160) alakban írható fel.
A 26 páros szám, összetett szám, azon belül félprím, kanonikus alakban a 21 · 131 szorzattal, normálalakban a 2,6 · 101 szorzattal írható fel. Négy osztója van a természetes számok halmazán, ezek növekvő sorrendben: 1, 2, 13 és 26.
Hétszögalapú piramisszám.
A 26 egyetlen szám valódiosztóösszeg-függvényeként áll elő, ez a 46.
A 26 az egyetlen pozitív egész, ami közvetlenül szomszédos egy négyzetszámmal (5² + 1) és egy köbszámmal (3³ − 1) is.
A 26-os szám több pitagoraszi számhármasban szerepel, ilyenek például a (26; 168; 170) és a (10; 24; 26) hármasok.
Az első 26 pozitív egész szám összege (vagyis a 26. háromszögszám) 351, szorzata (azaz a 26 faktoriálisa): 26! = 4,03291461126606 · 1026.
Az n = 26 és 0 ≤ k ≤ 13 értékekhez tartozó {\displaystyle _{n \choose k}} binomiális együtthatók rendre 1, 26, 325, 2600, 14 950, 65 780, 230 230, 657 800, 1 562 275, 3 124 550, 5 311 735, 7 726 160, 9 657 700, 10 400 600.
A 26 négyzete 676, köbe 17 576, négyzetgyöke 5,09902, köbgyöke 2,96250, reciproka 0,038462. A 26 egység sugarú kör kerülete 163,36282 egység, területe 2123,71663 területegység; a 26 egység sugarú gömb térfogata 73 622,17664 térfogategység.
A 26 helyen az Euler-függvény helyettesítési értéke 12, a Möbius-függvényé 1, a Mertens-függvényé −1.

## A szám a kultúrában
A huszonhatodik év. Lírai requiem százhúsz szonettben címmel jelent meg 1957-ben Szabó Lőrinc szonettciklusa.

## A szám mint sorszám, jelzés
- A periódusos rendszer 26. eleme a vas.